# Bluetooth-Profile
Bluetooth-Profile sind Schnittstellenspezifikationen der Bluetooth Special Interest Group für die drahtlose Kommunikation in einer Bluetooth-Umgebung. Damit ein Gerät angebotene Bluetooth-Dienste nutzen oder diese selbst anbieten kann, muss es mit verschiedenen Profilen kompatibel sein. Ein Bluetooth-Profil basiert immer auf der allgemeinen Bluetooth-Spezifikation und optional noch auf weiteren Protokollen oder Spezifikationen.
Welche Bluetooth-Funktionalitäten ein Gerät nutzen kann, hängt von dessen Anzahl an implementierten Profilen ab. Die Bluetooth-Profile legen einen Standard fest, dem die Hersteller folgen, um eine einfache Kommunikation zwischen den unterschiedlichsten Geräten herzustellen.
Die folgende Tabelle listet einige Profile auf, die für Bluetooth implementiert sind. Es kommen immer wieder neue Profile hinzu, somit kann die Standardisierung für Bluetooth flexibel auf neue Geräteanforderungen reagieren. Für die neue Protokollarchitektur Bluetooth V4.0 Low Energy wurde das Profil GATT spezifiziert.
| Abkürzung      | Bedeutung                              | verwendet für                                                                                            |
| -------------- | -------------------------------------- | --- |
| A2DP           | Advanced Audio Distribution Profile    | Übertragung (Streaming) von Audiodaten                                                                   |
| AVRCP          | Audio Video Remote Control Profile     | Fernbedienung für Audio/Video                                                                            |
| BIP            | Basic Imaging Profile                  | Übertragung von Bilddaten                                                                                |
| BPP            | Basic Printing Profile                 | Drucken                                                                                                  |
| CIP            | Common ISDN Access Profile             | ISDN-Verbindungen über CAPI                                                                              |
| CTP            | Cordless Telephony Profile             | schnurlose Telefonie                                                                                     |
| DIP            | Device ID Profile                      | zusätzliche Informationen über das Bluetooth-Gerät (z. B. Hersteller, Produkt-ID, Version des Produktes) |
| DUN            | Dial-up Networking Profile             | Internet-Einwahlverbindung                                                                               |
| EDR            | Enhanced Data Rate Profile             | Ermöglicht eine höhere Datenübertragung, bis zu dreimal höher im Vergleich zur Basis Rate                |
| ESDP           | Extended Service Discovery Profile     | erweiterte Diensteerkennung                                                                              |
| FAX, FAXP      | FAX Profile                            | Faxen |
| OBEX-FTP       | File Transfer Profile                  | Dateiübertragung                                                                                         |
| GAP            | Generic Access Profile                 | Zugriffsregelung                                                                                         |
| GATT           | Generic Attribute Profile              | Sensordaten, energieeffiziente Übertragung kleiner Datenmengen                                           |
| GAVDP          | Generic AV Distribution Profile        | Übertragung von Audio-/Videodaten                                                                        |
| GOEP           | Generic Object Exchange Profile        | Objektaustausch                                                                                          |
| HCRP           | Hardcopy Cable Replacement Profile     | Druckanwendung                                                                                           |
| HDP            | Health Device Profile                  | sichere Verbindung zwischen medizinischen Geräten                                                        |
| HFP            | Hands Free Profile                     | schnurlose Telefonie im Auto                                                                             |
| HID            | Human Interface Device Profile         | Eingabe - Aus der USB-Spezifikation übernommen.                                                          |
| HSP            | Headset Profile                        | Sprachausgabe per Headset                                                                                |
| ICP, INTP      | Intercom Profile                       | Sprechfunk                                                                                               |
| LAP            | LAN Access Profile (nur Version < 1.2) | PPP Netzwerkverbindung (neu siehe PAN)                                                                   |
| MAP            | Message Access Profile                 | Nachrichtenaustausch zwischen Geräten                                                                    |
| MDP            | Medical Device Profile                 | sichere Verbindung zwischen medizinischen Geräten (veraltet, neu siehe HDP)                              |
| OBEX           | Object Exchange                        | generische Datenübertragung zwischen zwei Geräten                                                        |
| OPP            | Object Push Profile                    | Senden von einzelnen Dateien (Bilder, Lieder, Visitenkarten, Termine)                                    |
| PAN            | Personal Area Networking Profile       | Netzwerkverbindungen                                                                                     |
| PBA, PBAP      | Phonebook Access Profile               | Zugriff auf Telefonbuch (nur lesend)                                                                     |
| SAP, SIM, rSAP | SIM Access Profile                     | Zugriff auf SIM-Karte (inoffiziell auch rSAP wegen engl. remote)                                         |
| SCO            | Synchronous Connection-Oriented link   | Zugriff sowohl auf das Mikrofon als auch auf den Ohrhörer eines Headsets                                 |
| SDAP           | Service Discovery Application Profile  | Ermittlung vorhandener Profile                                                                           |
| SPP            | Serial Port Profile                    | serielle Datenübertragung                                                                                |
| SYNCH, SYNC    | Synchronisation Profile                | Datenabgleich                                                                                            |
| VDP            | Video Distribution Profile             | Übertragung von Videodaten                                                                               |
| WAPB           | Wireless Application Protocol Bearer   | |